# Усманходжаев, Инамжон Бузрукович
Инамжо́н Бузру́кович Усманходжа́ев (узб. Иномжон Бузрукович Усмонхўжаев, Inomjon Buzrukovich Usmonxoʻjayev; 21 мая 1930, Фергана, Узбекская ССР, СССР — 16 марта 2017, Фергана, Узбекистан) — советский узбекский  партийный и государственный деятель. Первый секретарь ЦК КП Узбекистана (1983—1988).

## Биография
Родители из Риштанского района Ферганской области, родился в семье государственного и партийного деятеля Бузрукходжи Усманходжаева.
В 1955 году окончил архитектурный факультет Среднеазиатского политехнического института.
Работал инженером, начальником строительного участка треста «Ферганаводстрой», главным архитектором города Маргилан.
В 1958 году вступил в ряды КПСС.
С 1962 года находился на советской и партийной работе, занимал должности председателя исполнительного комитета Ферганского городского совета депутатов трудящихся, секретаря Сырдарьинского обкома КП Узбекистана, сотрудника аппарата ЦК КПСС.
В 1972—1974 годах — председатель исполнительного комитета Наманганского совета депутатов трудящихся.
С 1974 по 1978 год — первый секретарь Андижанского областного комитета КП Узбекистана.
С 1978 по 1983 год — Председатель Президиума Верховного Совета Узбекской ССР, одновременно с апреля 1979 по декабрь 1983 года — заместитель Председателя Президиума Верховного Совета СССР.
С 3 ноября 1983 по 12 января 1988 года — первый секретарь ЦК КП Узбекистана.
Летом 1984 года в Ташкент прибыла группа сотрудников ЦК КПСС во главе с секретарем ЦК Е. К. Лигачёвым для проведения XVI Пленума ЦК КП УзССР по избранию нового первого секретаря вместо Ш. Р. Рашидова. На Пленуме все выступавшие, включая Усманходжаева, которые ещё недавно клялись в верности памяти Рашидова, разоблачали его как деспота, коррупционера, взяточника, нанёсшего непоправимый ущерб узбекскому народу. Его обвиняли в преследовании честных людей, осмелившихся говорить ему правду, создании в республике обстановки раболепия и лизоблюдства, кумовства. По решению Пленума прах Рашидова эксгумировали и перезахоронили на Чагатайском кладбище, где покоятся видные деятели культуры и науки, общественно-политические деятели республики.
Член ЦК КПСС (1981—1988). Депутат Верховного Совета СССР 10 и 11-го созывов. Член Президиума Верховного Совета СССР (1984—1988).
В период перестройки был обвинён в коррупции. 12 января 1988 года был освобождён от обязанностей первого секретаря ЦК КП Узбекистана «в связи с уходом на пенсию», 24 мая 1988 года выведен из состава президиума Верховного Совета СССР. 28 ноября 1988 года выведен из членов ЦК КПСС «как скомпрометировавший себя».
27 декабря 1989 года осуждён по «Хлопковому делу» к 12 годам лишения свободы. Освобождён в 1990 году.
Только по инициативе второго президента Узбекистана Ш. Мирзиёева 18 ноября 2016 года Верховный суд Узбекистана полностью реабилитировал Инамжона Усманходжаева. Последние годы жизни он проживал в Фергане в отцовском доме вместе с сыновьями и внуками.
Похоронен на кладбище в селе Пандигон Риштанского района Ферганской области.

## Награды и звания
- орден Ленина (25.12.1976)
- орден Октябрьской Революции (4.03.1980)
- 2 ордена Трудового Красного Знамени (14.12.1972; 10.12.1973)
- орден «Знак Почёта» (1.03.1965)
- медали

Лишён всех наград 16 мая 1990 года.